# Элис (Resident Evil)
Проект Элис (англ. Project Alice) — вымышленное биологическое оружие из серии художественных фильмов «Обитель зла», созданное главой корпорации Амбрелла (англ. Umbrella) доктором Александром Айзексом. Элис является клоном Алисии Маркус, дочери основателя корпорации профессора Джеймса Маркуса.
Персонаж героини Миллы Йовович был создан режиссёром и сценаристом Полом Андерсоном во время написания сценария первой части экранизации видеоигры Resident Evil. Как заявили создатели фильма, прототипом персонажа является героиня Resident Evil 2 Ада Вонг.

## Креативная концепция
В основе серии художественных фильмов лежит сюжет видеоигр компании Capcom Resident Evil. В частности, в фильмах фигурирует корпорация Амбрелла, T-вирус, ожившие мертвецы и мутанты, а также появляются или упоминаются персонажи Resident Evil. Однако роль данных героев в фильмах незначительна, так как основной сюжет киноадаптации строится на борьбе Элис с корпорацией Амбрелла.
Элис является персонажем, специально созданным для фильмов, хотя Пол Андерсон отмечал, что образ и поведение Элис основаны на женских персонажах игр Resident Evil. Андерсон изменил концепцию киноадаптации. Разрабатывая сценарий первой кинокартины, Пол Андерсон решил создать оригинальную историю, которая берёт основу первой игры. Однако сюжет киноленты строится не вокруг членов отряда S.T.A.R.S. Джилл Валентайн и Криса Редфилда, а вокруг сотрудника службы безопасности корпорации Амбрелла — Элис. Девушка приходит в себя в роскошном особняке и облачается в вечернее красное платье, что служит отсылкой к Аде Вонг и её манере одеваться на задания в платья и боевые костюмы красного цвета.

## История

### Предыстория
Корпорация Амбрелла — крупнейшая и самая могущественная коммерческая структура XXI века, основанная гениальным учёным профессором Джеймсом Маркусом. У Маркуса была дочь — Алисия. Девочка страдала от редкой болезни — прогерии. Прогерия вызывала преждевременное старение. К двадцати пяти годам у Алисии было бы тело девяностолетней женщины. Профессор Маркус, одержимый идеей спасения Алисии, всеми силами и способами пытался вылечить свою тяжело больную дочь. Но его попытки были тщетны. Тогда Маркус решил сохранить образ Алисии. Он записывал её голос, делал трёхмерные модели.
Наконец Маркус нашёл способ вылечить Алисию. Он разработал вирус-Т, который способен восстанавливать повреждённые клетки организма. Вирус избавил Алисию от прогерии. Изобретение Маркуса должно было стать настоящей панацеей от всех болезней. Позднее появились первые препараты на основе Т-вируса. Однако выяснилось, что вирус обладает опасными побочными эффектами. Однажды вирус вызвал вспышку агрессии у заражённого ребёнка и тот убил всех людей на канатной дороге. Инцидент с T-вирусом корпорации удалось скрыть. Маркус, опасаясь за здоровье дочери, удалил вирус из организма Алисии, а также свернул все исследования Т-вируса.
Друг и по совместительству деловой партнёр Джеймса, доктор Александр Айзекс, увидел в вирусе огромный потенциал. Но Маркус наотрез отказался продолжать разработку вируса. Айзекс предвидел такой исход их разговора. Его наёмник Альберт Вескер помог ему избавиться от Джеймса Маркуса. Доктор Айзекс стал опекуном Алисии, а также управляющим её долей в корпорации.
Под управлением доктора Айзекса корпорация Амбрелла из фармацевтического конгломерата превратилась в огромную военную компанию, производящую вирусное и бактериологическое оружие. Амбрелла достаточно успешно сотрудничала с правительством США и многими другими странами, продавая вирусное оружие. Тем самым компания обрела огромное политическое и финансовое влияние во всём мире. Амбрелла построила множество баз и подземных комплексов по всему земному шару, а также обзавелась собственной армией и военной техникой.
Чтобы контролировать уже обширные интересы корпорации Амбрелла, доктор Айзекс создал могущественный искусственный разум. При разработке графического интерфейса, Айзекс использовал трёхмерные модели, сделанные Джеймсом Маркусом, тем самым искусственный интеллект обрёл образ маленькой Алисии Маркус. Доктор Айзекс назвал компьютер Красной королевой. В Красной королеве доктор Айзекс сосредоточил всю мощь корпорации, наделив её способностью управлять всеми базами, техникой и орбитальными спутниками компании. При этом в Красной королеве заложены директивы защиты человеческого рода, а также самих сотрудников корпорации. Она подчиняется только руководству корпорации в лице доктора Айзекса и Алисии Маркус. Однако королева способна сама принимать решения в критических ситуациях, иногда даже в обход своих директив. Директивы защиты людей находятся в приоритете у Красной королевы, но она не способна навредить сотруднику корпорации. Именно поэтому, когда Айзекс решил применить Т-вирус, чтобы уничтожить человечество, Красная королева скрытно действовала против своего создателя, при этом не нарушая своих директив.

### Основные события
Элис приходит в сознание на полу в ванной комнате роскошного особняка. Девушка ничего не помнит, даже своего имени. Облачившись в вечернее красное платье, она решает осмотреть дом. Но долго блуждать в одиночестве ей не приходится. На Элис нападает незнакомец, которого тут же обезвреживает отряд, посланный корпорацией Амбрелла. Взяв девушку и напавшего на неё Мэтта с собой, отряд спустился на нижний уровень особняка, чтобы на поезде добраться до некоего подземного комплекса под названием Улей (англ. Hive).
По прибытии в комплекс отряд объясняет Элис и найденному в поезде Спенсеру, что они работают на корпорацию Амбрелла. Элис и Спенсер — оперативники Амбреллы, задачей которых была защита тайн компании и безопасность Улья. Спенсер и Элис под видом семейной пары охраняли вход в подземную лабораторию, который был замаскирован под особняк.
Уже в лаборатории выясняется, что Т-вирус попал в систему кондиционирования воздуха комплекса. Система искусственного интеллекта Красная королева убила всех сотрудников комплекса и активировала таймер закрытия герметичных дверей лаборатории, чтобы предотвратить дальнейшее распространение инфекции. Отряд отключает Красную королеву, несмотря на её просьбы не делать этого. Открываются все заблокированные помещения комплекса, и отряд сталкивается с зомби.
Пытаясь выбраться из лаборатории, остатки отряда, Элис, Спенсер и Мэтт отбиваются от орд каннибалов. Уже на выходе из комплекса, к Элис и Спенсеру частично возвращается память. Именно Спенсер украл Т-вирус. Во время побега он умышленно разбил колбу со штаммом вируса. Спенсер хотел продать вирус на чёрном рынке. Элис убивает Спенсера, забирает образцы вируса и уходит из лаборатории. Система защиты закрывает герметичные двери, и распространение инфекции останавливается. В особняке сотрудники корпорации хватают Элис и Мэтта и помещают их на один из объектов компании — госпиталь города Раккун-Сити.
Сотрудника полицейского отряда S.T.A.R.S. Джилл Валентайн отстранили от службы в полиции Раккун-Сити из-за её заявлений о незаконной деятельности корпорации Амбрелла. Когда ситуация выходит из-под контроля, и заражённые Т-вирусом вырываются из лаборатории, Джилл принимает решение покинуть город.
Корпорация полностью блокирует Раккун-Сити, выстроив по периметру города высокую стену. Вирус-Т инфицирует город менее чем за 13 часов. Корпорация под покровительством правительства США готовится уничтожить город ядерной боеголовкой. Тем временем руководство компании активирует два проекта: «Проект Элис» и «Проект Немезис». Как выясняется, Элис и Мэтт были заражены Т-вирусом. Организм Элис смог адаптировать вирус, что дало ей сверхчеловеческую силу, скорость и неуязвимость. Но при этом Элис потеряла всякую человечность. Изнутри её сжигал гнев по отношению к Амбрелле. По пути из города, объединившись с Джилл и группой выживших, Элис сталкивается с Немезисом. Он был полностью подчинён корпорации. Элис даёт ему бой, но в разгар битвы вынужденно отступает. Амбрелла отзывает Немезиса. Доктор Чарльз Эшфорд, один из исследователей Т-вируса, связывается с выжившими и заключает сделку с Элис и Джилл. Если те найдут и приведут его потерявшуюся в городе дочь, то он эвакуирует их. Они выполняют просьбу доктора. Но сотрудники Амбреллы берут Джилл, доктора Эшфорда и его дочь в заложники. Корпорация стравливает Элис и Немезиса, который на самом деле являлся Мэттом. Элис побеждает Немезиса, но при этом она осознала, что это и есть Мэтт. У Элис появляются обрывки воспоминаний, в которых фигурирует доктор Айзекс. Именно он создал Немезиса и заразил Элис Т-вирусом. Руководство корпорации приказывает Элис уничтожить Мэтта, так как они выяснили за кем теперь будет будущее. Элис говорит, что из-за корпорации она стала уродом, но в компании уверены, что способности Элис — это новый этап человеческой эволюции. Элис отказывается уничтожить Мэтта. Немезиде дают приказ уничтожить Элис, но тот ослушивается и встаёт на её сторону. В ходе сражения с боевыми силами корпорации Немезис погибает. Элис и выжившие улетают на вертолёте перед самым уничтожением города. Вертолёт попадает во взрывную волну, из-за чего он разбивается в горах Арклей недалеко от Раккун-Сити. На место падения прилетает доктор Айзекс, которому показывают тело Элис без признаков жизни.
Проходит 3 недели после катастрофы в Раккун-Сити. Доктор Айзекс с помощью нового штамма Т-вируса возвращает Элис к жизни и многократно приумножает её силы. Элис, с возвратившейся к ней памятью и новыми сверхспособностями, обезоруживает персонал лаборатории и сбегает. На выходе её встречает Джилл Валентайн, которая под видом сотрудника корпорации приехала забрать её. На КПП охранник связываться с доктором Айзексом, тот отдаёт приказ пропустить их. Он с удовлетворением произносит слова об активации проекта Элис. В этот момент в зрачках Элис появляется логотип Амбреллы. Она оказывается под контролем корпорации.
После инцидента в Раккун-Сити проходит более 5 лет. Инфекция распространилась по всему миру и убила почти всё население Земли. Несмотря на устроенный ей апокалипсис, корпорация Амбрелла продолжила своё существование. Все эти годы учёные и сотрудники корпорации скрывались в подземных комплексах, продолжая эксперименты со смертоносным вирусом-Т. Тем временем Элис была вынуждена скрываться от спутников корпорации. Она ездила по пустыне на мотоцикле по маленьким американским городам в поисках временного убежища и припасов. При этом сверхспособности Элис росли с каждым днём. Она не всегда могла контролировать их. Считая себя опасной для окружающих, она приняла решение изолироваться от других выживших и вести одиночный образ жизни. Однако по воле случая Элис воссоединяется с группой Клэр Редфилд, которую она некогда покинула. Элис применяет сверхспособности, чтобы избавиться от инфицированных ворон, напавших на группу. Всплеск псионической активности фиксирует спутник корпорации, тем самым обнаруживая местонахождение Элис. Элис рассказывает Клэр о неком городе под названием Аркадия. Неизвестные люди ведут радиопередачи для выживших, предлагая убежище. Клэр принимает решение отправиться в Аркадию.
В Лас-Вегасе во время дозаправки на группу совершает нападение корпорация Амбрелла. Агенты корпорации выпускают на выживших усовершенствованных зомби, которые были более сильны, быстры и проворны. Элис даёт им бой, однако спутник корпорации в самый разгар сражения обездвиживает Элис. Группа Клэр несёт большие потери. Элис, сопротивляясь, применяет сверхспособности и повреждает систему управления спутника. Она находит временный лагерь корпорации, находившийся неподалёку от места бойни, и в ярости убивает всех сотрудников Амбреллы. Доктор Айзекс успевает убежать, но его кусает один из зомби.
Вертолёт возвращается на базу корпорации в Неваде. С помощью крови Элис доктор Айзекс усовершенствовал Т-вирус, что и дало инфицированным такую силу и скорость. Айзекса сажают на карантин, где он в безнадёжных попытках вводит себе антивирус, надеясь побороть инфекцию. Но кровь Элис усилила дозу инфекции, антивирус не действует на новый штамм Т-вируса. Айзекса решают ликвидировать пока не стало слишком поздно. Его застреливают. Однако через несколько мгновений он возвращается к жизни и сильно мутирует. Элис находит базу корпорации в пустыне Невада. Она отправляет Клэр и остатки выживших в Аркадию на вертолёте корпорации. Сама Элис проникает в подземный комплекс, где Айзекс к тому моменту поубивал весь персонал. Элис натыкается на голограмму искусственного интеллекта — Белую королеву. Королева рассказывает Элис, что Айзекс заразился новым типом Т-вируса, который был получен из крови Элис. Организм Элис находится в симбиозе с вирусом, поэтому признаки заражения у неё не проявляются. Белая королева говорит, что есть возможность создать вакцину от вируса и тем самым полностью уничтожить биологическую опасность в лице инфицированных. Но сначала она просит Элис помочь ей избавиться от мутировавшего Айзекса. Королева заперла его на нижних уровнях, но она больше не может его сдерживать.
Элис спускается на нижние уровни комплекса. В одной из лабораторий она находит десятки своих клонов, которых доктор Айзекс использовал в своих экспериментах. Айзекс, который к тому моменту практически потерял нормальный человеческий облик, обнаруживает Элис и вступает с ней в бой. Элис побеждает мутировавшего Айзекса.
Элис во главе армии своих клонов атакует штаб квартиру корпорации Амбрелла в Токио. Председатель корпорации Альберт Вескер в последний момент активировал систему уничтожения объекта и сбежал на боевом конвертоплане. Комплекс был уничтожен вместе с клонами Элис. Вескер уже покидал Токио, когда настоящая Элис попыталась напасть на него в конвертоплане. Вескер сумел ввести ей препарат нейтрализующий клетки Т-вируса, тем самым лишив её сверхспособностей. Вескер заявил, что Элис больше не представляет ценности для корпорации, и Амбрелла всего лишь забирает то, что ей принадлежит. Вескер не успевает убить Элис, так как конвертоплан без управления разбивается недалеко от Токио. Элис чудом выживает.
Через шесть месяцев Элис летит на Аляску, в место откуда приходили сигналы для выживших. Но вместо города Элис находит пустырь с десятками слетевшихся на сигнал самолётов. Элис отчаивается кого-либо найти, но неожиданно на неё нападёт Клэр Редфилд. На груди у Клэр находился робот-паук, который делал инъекции некоего препарата, стирающего память. Элис забирает Клэр с собой и летит в Лос-Анджелес.
Поиски группы Клэр приводят на корабль Аркадия. Но там Элис узнаёт, что Аркадия принадлежит корпорации. Они заманивали остатки выживших людей, а потом ставили на них опыты. Элис находит на одном из уровней корабля Вескера. Он ввёл себе модификацию Т-вируса, чтобы обрести способности Элис. Именно вирус спас Вескера в Токио, однако из-за него же Вескер теряет контроль над своим организмом. Лишь кровь Элис может исправить положение, так как она единственный человек, способный полностью контролировать вирус. Элис вступает в бой с Вескером и с помощью Клэр она побеждает его.
Освободив пленников корпорации, Элис обновляет радиопередачу корабля. На сигнал слетаются десятки конвертопланов Амбреллы для захвата Элис под командованием Джилл Валентайн. Джилл, находящаяся под контролем корпорации, отдаёт приказ захватить Элис и Клэр.
Элис была захвачена Джилл Валентайн и отправлена в комплекс на Камчатке. Джилл, по приказу Красной королевы, начинает допрос Элис. Джилл задаёт Элис вопросы на предмет предательства компании и на кого та работает. Но в ходе допроса система охраны сообщает о несанкционированном доступе к системе и та отключается. Элис сбегает из-под стражи. Добравшись до центра управления, Элис узнаёт, что систему охраны взломал Вескер. Он предлагает Элис объединиться, что та воспринимает без энтузиазма. Выживших на Земле становится всё меньше, а Красная королева вознамерилась стереть людей с лица Земли. Вескер заявил, что Красная королева управляет тем, что осталось от корпорации и сейчас её целью является Элис. За неимением выбора, она принимает предложение Вескера. Помощь в побеге Элис оказывает Ада Вонг, бывший оперативник корпорации и лучший агент Вескера. Она помогает Элис встретиться со штурмовиками, посланными Вескером. Сама Ада попадает в плен к Джилл. Покинув комплекс, попутно его уничтожив, Элис направилась к месту эвакуации. По пути Джилл атакует Элис и отряд. Элис, после продолжительного боя, освобождает Джилл от влияния Красной королевы. Ада, Элис, Джилл и единственный выживший из штурмового отряда Леон Скотт Кеннеди летят в Вашингтон. В Овальном кабинете Белого дома Элис находит Альберта Вескера. Тот вкалывает ей T-вирус, тем самым возвращая ей прежние силы. Элис в ярости заявляет Вескеру, что убьёт его. Тот заявляет о возможности такого исхода, но сначала она должна ему послужить. Вескер выводит Элис на крышу Белого дома, откуда открывается вид на полчища зомби, лизунов и других мутантов осаждающих здание со всех сторон.
Белый дом был атакован мутантами и практически полностью уничтожен. Элис выбирается из-под обломков Белого дома и обнаруживает, что она единственная, кто выжил. В одном из разрушенных зданий Элис находит компьютерный терминал, через который с ней связывается Красная королева. Она сообщает Элис, что на Земле ещё 4472 живых человека. Они прекратят существование через 48 часов. Королева сообщает о лекарстве, которое способно полностью уничтожить вирус и организмы, заражённые им. Антивирус находится в Улье и у Элис есть всего двое суток, чтобы добраться до Раккун-Сити. Учитывая прошлое, Элис не понимает почему королева пытается спасти людей. Красная королева говорит, что не может навредить сотрудникам Амбреллы, а у Элис нет подобных ограничений. Также королева говорит, что Вескер прибыл в Улей и под предлогом мести уговаривает Элис отправиться в Раккун-Сити.
Элис едет в Раккун-Сити. По пути на неё нападают наёмники Амбреллы. Они берут её в плен. Элис приходит в себя в бронетранспортёре корпорации. Рядом с ней находятся выжившие. Она пытается расспросить их о том, что происходит, но тут появляется доктор Айзекс. Элис говорит, что он должен быть мёртв, но тут же она осознаёт, что всего лишь убила клона Айзекса. Айзекс говорит, что клоны Элис атаковали многие базы корпорации и тем самым помешали процессу очистки Земли. Но Амбрелле удалось побороть их, Айзекс даже демонстрирует отрубленные головы её клонов. Айзекс понимает, что Элис узнала об антивирусе и чтобы разговорить её, Айзекс привязывает её и заставляет бежать за бронетранспортёром, позади которого бегут орды зомби. Элис, пользуясь моментом, обезоруживает наёмников Амбреллы и сбегает на мотоцикле корпорации. По прибытии в Раккун-Сити Элис объединяется с Клэр Редфилд, спасшейся после уничтожения Аркадии. Вместе с ней и группой выживших Элис следует к Улью. В лаборатории Красная королева рассказывает Элис и отряду, что Т-вирус был распространён на Земле совсем не случайно. Это сделал доктор Айзекс. Он распространил вирус, чтобы на обломках старого общества людей построить новый совершенный мир.
Наконец Элис встречает настоящего Александра Айзекса, который всё это время пережидал апокалипсис в криокапсуле. Айзекс рассказывает правду о происхождении Элис и том, почему же у неё нет никаких воспоминаний о детстве и семье. Элис — клон. В этот момент появляется постаревшая Алисия Маркус (оригинал). Именно Алисия спланировала приход Элис в Улей, чтобы та помогла ей остановить Айзекса. Айзекс говорит, что Алисия предала корпорацию, так как та загрузила в базу Красной королевы видеозапись совещания, на котором Айзекс предложил руководству компании очистить мир с помощью Т-вируса. Когда высшее руководство корпорации Амбрелла выйдет из криосна, Алисию сместят с поста главы компании. Несмотря на это, Алисия говорит, что не отдаст власть Айзексу. Но так как Айзекс является одним из совладельцев компании, Алисия не вправе его уволить. Она увольняет Вескера, что лишает его корпоративной защиты. Красная королева придавливает Вескера автоматической дверью. Айзекс сбегает.
Алисия говорит Элис, что через несколько минут падёт последнее поселение людей. Также она объясняет ей, что в случае распыления антивируса, погибнут все организмы, заражённые Т-вирусом, включая и Элис. Элис отдаёт детонатор от бомб, заложенных на нижних уровнях Улья, умирающему Вескеру и вместе с Клэр она бежит на битву с Айзексом. Алисия тем временем использует специальное устройство в виде контактной линзы и записывает на него все свои воспоминания.
Тем временем Элис сражается с Айзексом. С трудом, но Элис удаётся заполучить у него антивирус и выбраться на поверхность, где на неё тут же устремились полчища зомби, которых привёл клон Айзекса. В этот момент появляется настоящий Айзекс. Клон Айзекса, услышав, что он сам не является подлинным в гневе убивает свой оригинал. Элис разбивает колбу с антивирусом и орды зомби падают замертво. В Улье происходит взрыв, Алисия и Вескер погибают. Элис теряет сознание.
Через несколько часов Клэр приводит её в чувства. Красная королева связывается с Элис через коммуникатор. Элис в недоумении спрашивает Красную королеву, почему она не погибла из-за антивируса. Красная королева говорит, что антивирус просто удалил вирус из крови Элис, в её организме больше нет инфекции. Алисия специально не сказала правду, чтобы узнать, готова ли Элис пожертвовать собой ради других. И, как заявила Красная королева, Алисия не ошиблась насчёт Элис. Поэтому теперь Элис наконец может по-настоящему обрести свою личность. Королева передаёт ей устройство с воспоминаниями Алисии. Память Алисии о её детстве будет принадлежать Элис — женщине, которой Алисии никогда не суждено было стать.
Элис отправляется в Нью-Йорк. Вирус распространился по Земле из-за хорошо развитого транспортного сообщения между странами и континентами. Антивирус разносится ветром, ему нужно время, чтобы полностью распространиться по всей Земле, возможно, даже годы. Элис рассуждает о том, что до тех пор пока антивирус не распространится по планете, её миссия не закончена. Она отправляется уничтожать наследие корпорации Амбрелла.

## Способности и навыки
Элис отличается высоким уровнем физической подготовки. Обучена приёмам самообороны, может пользоваться различными техниками боевых искусств. Её навыки и реакции отработаны до автоматизма. Способна действовать, не задумываясь, в любой ситуации. Также Элис умеет обращаться с большим количеством огнестрельного и холодного оружия.
Элис была создана как улучшенная копия Алисии Маркус, лишённая предрасположенности к прогерии. Элис инфицировали Т-вирусом. Её организм смог адаптировать вирус, войдя с ним в симбиоз. Под воздействием вируса физические данные Элис многократно возросли. Сверхсила, сверхскорость превратили её в суперсолдата. Но на достигнутом учёные Амбреллы не остановились. С помощью нового штамма Т-вируса доктор Айзекс увеличил физическую силу Элис до такой степени, что она без труда может поднять взрослого человека и швырнуть его в сторону. Помимо физической силы, у Элис стали развиваться псионические способности. Она силой мысли может убить человека. Со временем развивается телекинез. Причём Элис может не просто передвигать предметы, она силой разума способна создавать силовое поле, которое можно использовать как щит. Также Элис может создавать импульс такой силы, что в радиусе нескольких метров всё превращается в руины.
После событий в штаб-квартире корпорации в Токио Элис лишилась сверхспособностей. Вескер с помощью сыворотки нейтрализовал Т-клетки вируса в организме Элис, и она стала обычным человеком. В дальнейшем Элис пришлось полагаться только на свои навыки, которые, к слову, ничуть не ухудшились.
Перед битвой в Белом доме Вескер вновь инфицировал Элис Т-вирусом.